# Winterland (plaats)
Winterland is een plaats en gemeente (town) in de Canadese provincie Newfoundland en Labrador. De gemeente ligt op het schiereiland Burin in het zuiden van het eiland Newfoundland. De plaats is onder meer bekend vanwege haar ecomuseum.

## Geografie
Winterland is de enige gemeente van het schiereiland Burin die niet aan de kust ligt. De plaats ligt nabij de splitsing van de Burin Peninsula Highway en provinciale route 222. De gemeente ligt ten noordwesten van Burin, ten westen van Marystown, ten zuidoosten van Garnish en ten oosten van Frenchman's Cove.
Zo'n 2,5 km ten zuidwesten van het dorpscentrum ligt een landingsstrook die bekendstaat als Winterland Airport.

## Geschiedenis
Het dorp werd in 1939 op aangeven van de koloniale overheid gesticht in een gebied met vruchtbare gronden. Het doel was om mensen actief in de noodlijdende visserijsector aan te zetten om landbouwer te worden.
In het begin vestigden 23 families zich er. Zij waren tezamen goed voor 92 inwoners. Het betrof tien gezinnen uit Port Elizabeth (een outport op de Flat Islands), negen uit Garnish, drie uit Burin en een uit Baine Harbour. De meerderheid onder hen was volger van de United Church of Canada.
Eind de jaren 1960 kende de plaats een aanzienlijke groei doordat verschillende gezinnen uit Port Elizabeth, dat hervestigd werd, naar Winterland gingen aangezien ze daar reeds familieleden hadden.
In 1970 werd het dorp een gemeente met de status van local government community (LGC). In 1980 werden LGC's op basis van The Municipalities Act als bestuursvorm afgeschaft. De gemeente werd daarop automatisch een community om via een algemene wet in 1996 uiteindelijk een town te worden.
In de 21e eeuw telt de plaats vrijwel geen landbouwers meer en zijn de meeste mensen in de omgeving aan de slag als arbeider of bediende.

## Demografie
Sinds eind de jaren 1960 kent Winterland een continue bevolkingsgroei, hetgeen in schril contrast staat met de overgrote meerderheid van de afgelegen Newfoundlandse dorpen.
| Demografische ontwikkeling van Winterland tussen 1951 en 2021              |
| -------------------------------------------------------------------------- |
|                                                                            |
| Bron: Statistics Canada (1951–1986, 1991–1996, 2001–2006, 2011–2016, 2021) |